# Louis Ramond de Carbonnières

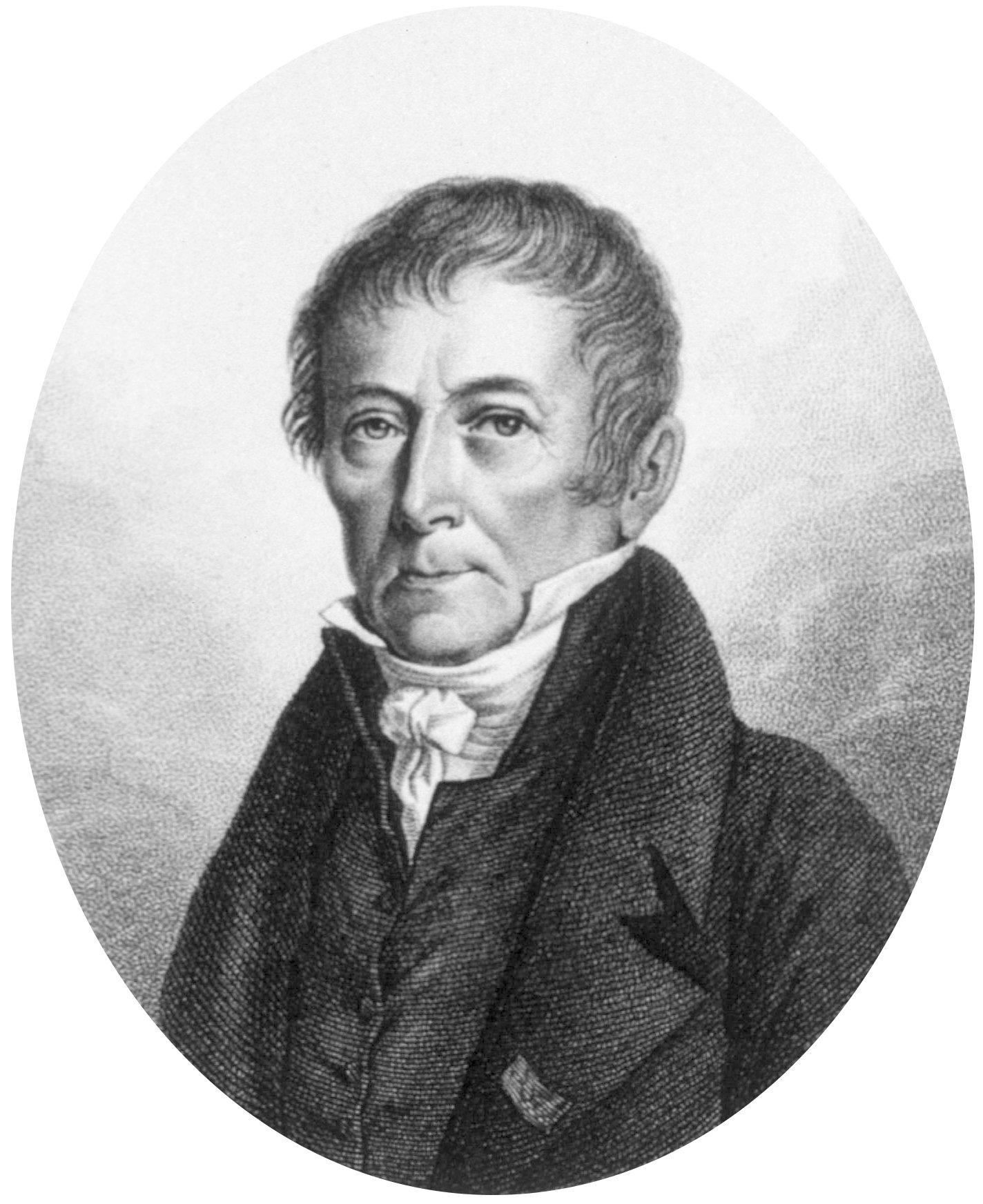

Louis Ramond de Carbonnières (Straatsburg, 1755 - Parijs, 1827) was een Frans natuurwetenschapper, bergbeklimmer en politicus.
Louis Ramond bestudeerde de geologie en de natuur van de Pyreneeën. Hij was een van de eerste beoefenaars van het alpinisme in de Pyreneeën en wordt daarom aanzien als de vader van het "pyreneïsme". In 1789 schreef hij Observations faites dans les Pyrénées over zijn bergtochten en in 1801 publiceerde hij een verslag over zijn beklimmingen in de streek van de Mont Perdu. Die top van 3.355 meter zou hij het jaar daarop als een van de eersten beklimmen. De Soum de Ramond, een bergtop in de Pyreneeën, is naar hem genoemd.
In 1801 werd Ramond volksvertegenwoordiger en later werd hij lid van de Raad van State. Hij was een persoonlijke vriend van Napoleon Bonaparte en werd benoemd tot baron van het keizerrijk.
- Biblioteca Nacional de España: XX1536760
- Bibliothèque nationale de France: cb124631638 (data)
- Author citation (botany): Ramond
- Catàleg d'autoritats de noms i títols de Catalunya: 981058529304506706
- CiNii: DA15459253
- Stuttgart Database of Scientific Illustrators 1450–1950: 3328
- Gemeinsame Normdatei: 118787802
- International Standard Name Identifier: 0000 0001 1451 0472
- Library of Congress Control Number: n89637486
- Nationale bibliotheek van Australië: 49287228
- Nationale Bibliotheek van Israël: 987007279505005171
- Nederlandse Thesaurus van Auteursnamen: 147291143
- Réseau des bibliothèques de Suisse occidentale: 02-A025497662
- LIBRIS: 318481
- SNAC: w6rz1fx5
- Système universitaire de documentation: 033812144
- Museum of New Zealand Te Papa Tongarewa: 51600
- Trove: 1490828
- Virtual International Authority File: 87260363
- WorldCat: E39PBJyxb3bVWBxQpmVYPmHwG3